# Cyclodium meniscioides
Cyclodium meniscioides là một loài thực vật có mạch trong họ Dryopteridaceae. Loài này được (Willd.) C. Presl miêu tả khoa học đầu tiên năm 1836.

## Hình ảnh

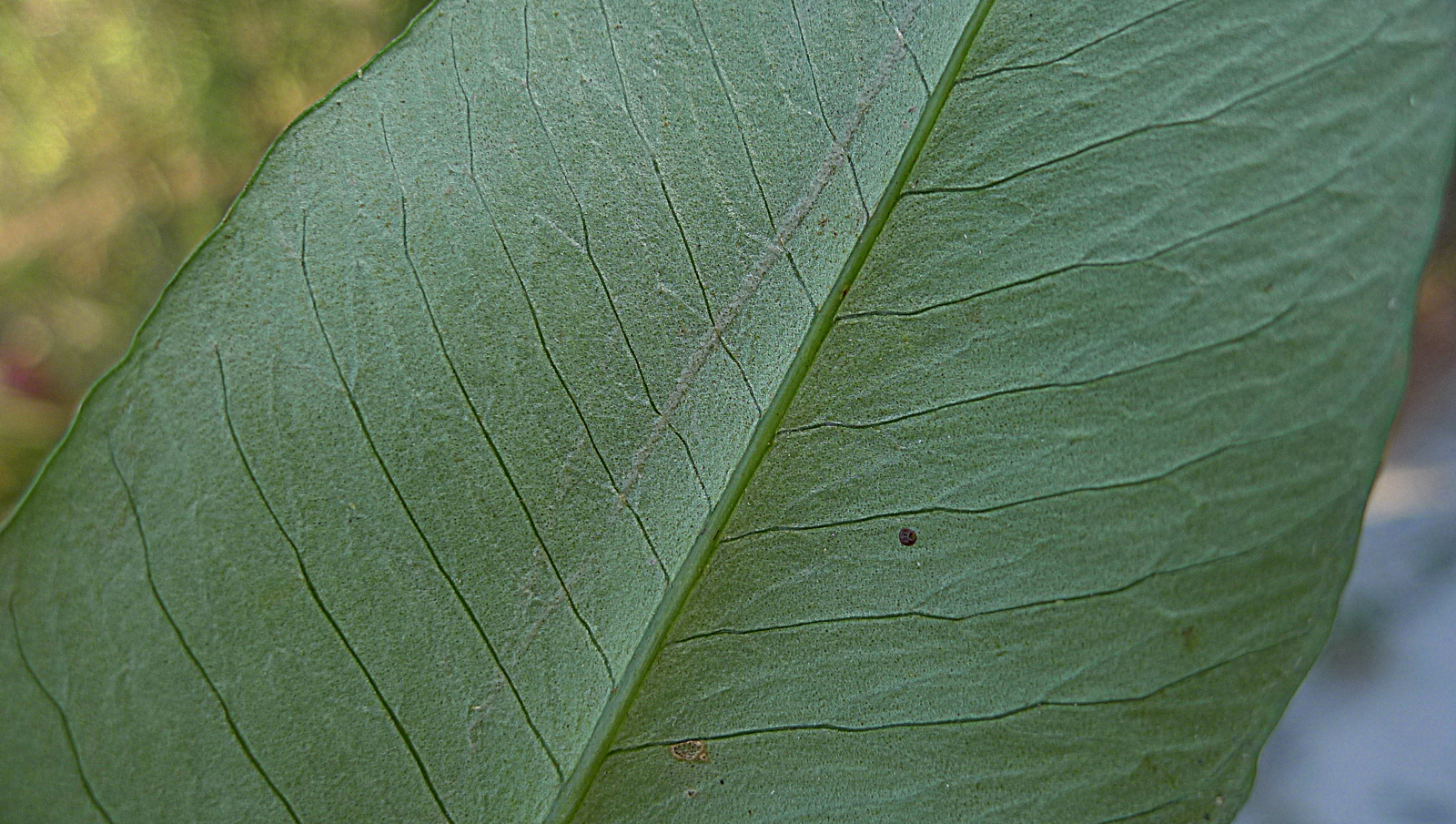
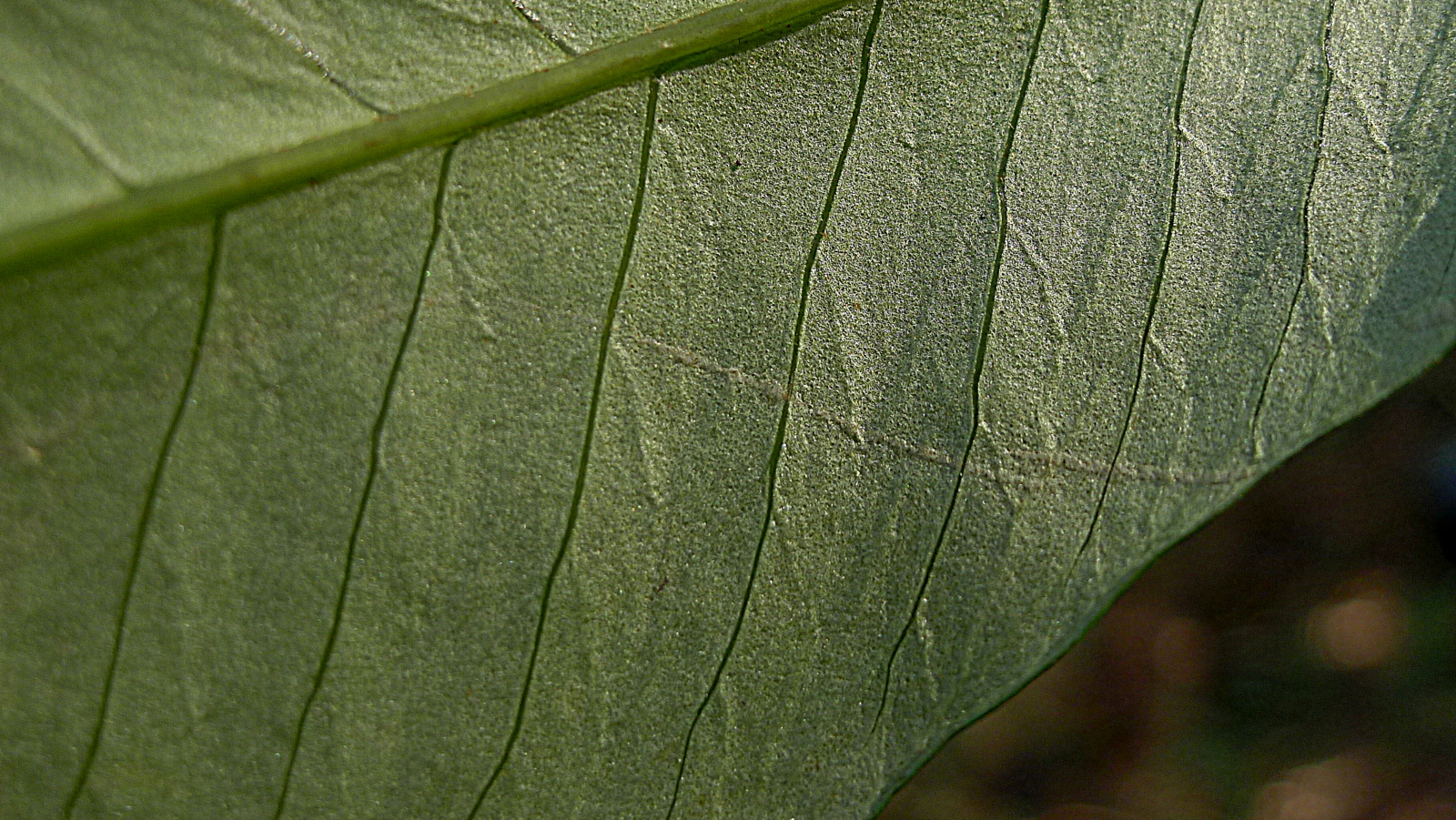
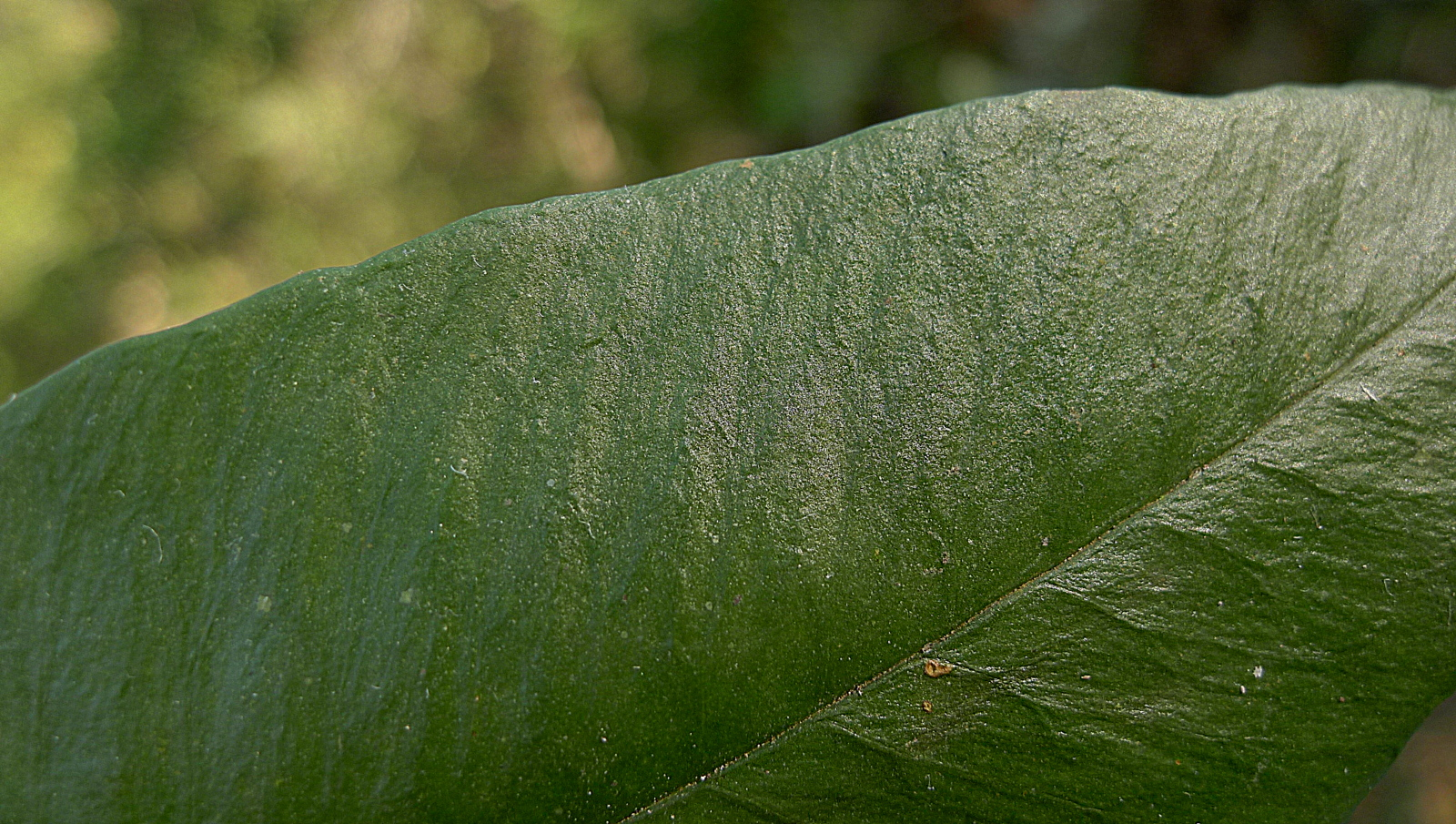
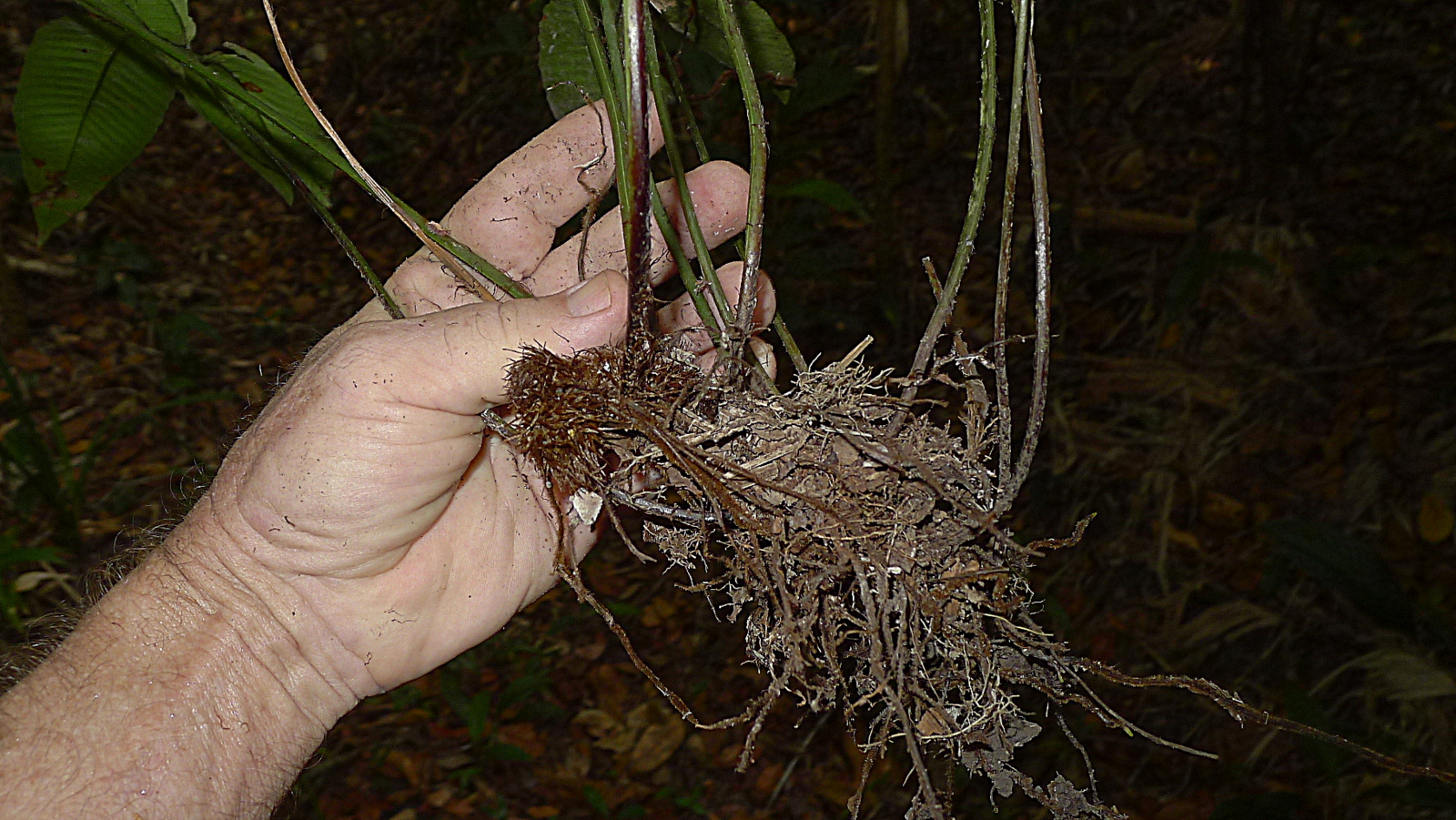